# الکساندروفکا (شهرستان بیرسکی، باشقیرستان)
الکساندروفکا (انگلیسی: Alexandrovka, Birsky District, Republic of Bashkortostan) یک شهرک در شهرستان بیرسکی باشقیرستان کشور روسیه است.